# 17951 Fenska
A 17951 Fenska (ideiglenes jelöléssel 1999 JO19) a Naprendszer kisbolygóövében található aszteroida. A LINEAR projekt keretében fedezték fel 1999. május 10-én.